# Лісна (Камчатський край)
Лісна (рос. Лесная) — село у Тигільському районі Камчатського краю Російської Федерації.
Населення становить 400 осіб (2018). Входить до складу муніципального утворення село Лісна.

## Історія
До 1 червня 2007 року у складі Коряцького автономного округу Камчатської області, відтак у складі Камчатського краю. Згідно із законом від 2 грудня 2004 року органом місцевого самоврядування є село Лісна.

## Населення
| 2010 | 2012 | 2013 | 2014 | 2015 | 2016 | 2017 |
| ---- | ---- | ---- | ---- | ---- | ---- | ---- |
| 425  | ↘419 | ↘411 | ↗412 | ↘402 | ↘397 | ↗398 |
| 2018 |      |      |      |      |      |      |
| ↗400 |      |      |      |      |      |      |